# Bristol Bullpup
Bristol Type 107 Bullpup là một loại máy bay tiêm kích của Anh trong thập niên 1920.

## Tính năng kỹ chiến thuật
Đặc điểm tổng quát
- Kíp lái: 1
- Chiều dài: 23 ft 6 in (7,16 m)
- Sải cánh: 30 ft 0 in (9,14 m)
- Chiều cao: 9 ft 5 in (2,87 m)
- Diện tích cánh: 230,00 ft2 (21,37 m2)
- Trọng lượng rỗng: 1.910 lb (866 kg)
- Trọng lượng có tải: 2.850 lb (1.293 kg)
- Động cơ: 1 × Bristol Mercury, 480 hp (358 kW)

Hiệu suất bay
- Vận tốc cực đại: 190 mph (306 km/h)

Vũ khí trang bị
- 2 × Súng máy Lewis.303 in (7,7 mm)